# Wedringer Straße 11

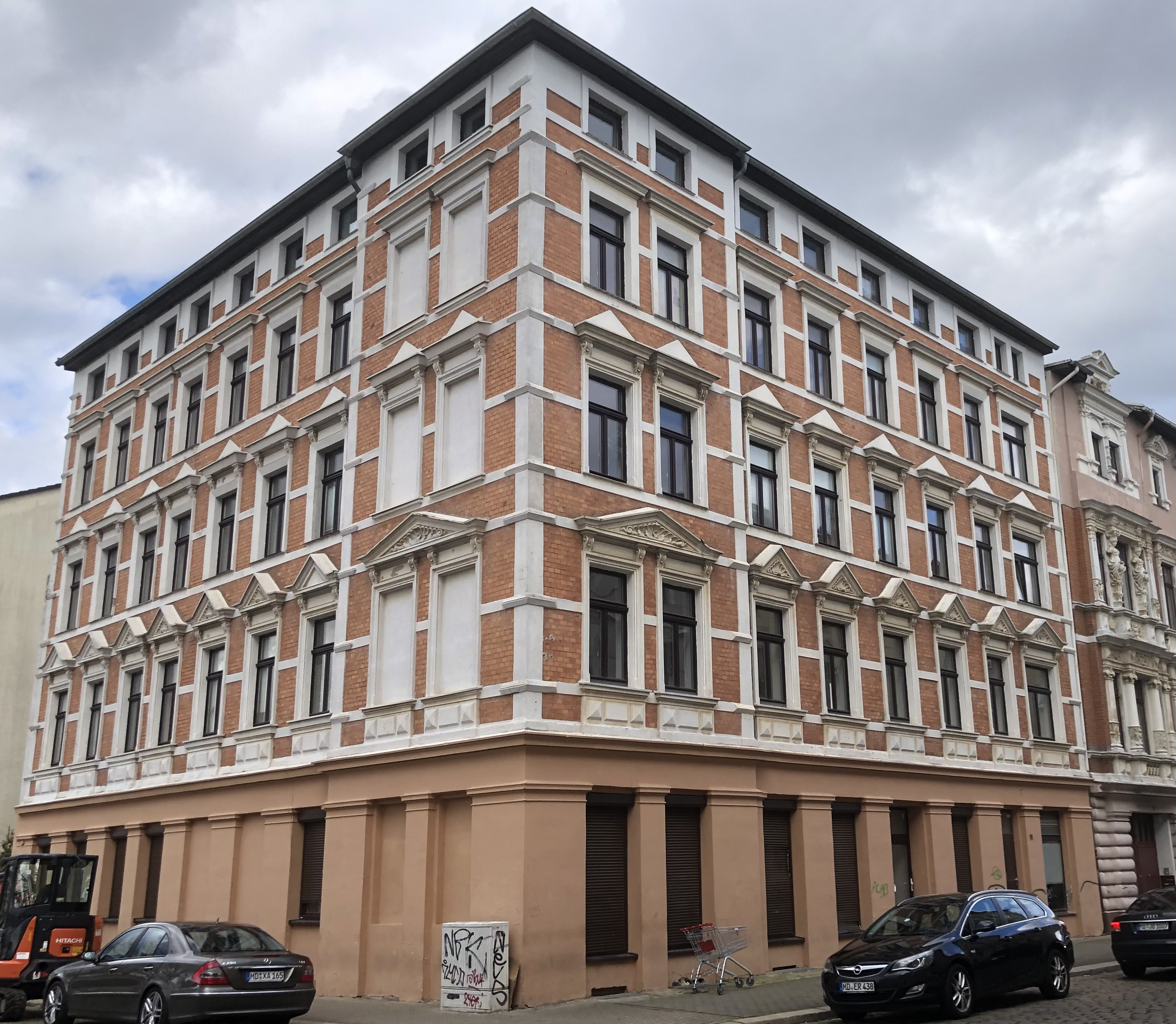
Wedringer Straße 11 im Jahr 2023

Die Wedringer Straße 11 ist ein denkmalgeschütztes Wohnhaus in Magdeburg in Sachsen-Anhalt.

## Lage
Das Gebäude befindet sich im Magdeburger Stadtteil Neue Neustadt, auf der Nordseite der Wedringer Straße in einer Ecklage zur westlich des Hauses einmündenden Grünstraße. Unmittelbar östlich grenzt das gleichfalls denkmalgeschützte Haus Wedringer Straße 10 an.

## Architektur und Geschichte
Der viereinhalbgeschossige Bau entstand 1889 in Ziegelbauweise. Das repräsentativ im Stil der Neorenaissance gestalte Gebäude wurde vom Maurermeister August Meurice für H. Roßbach gebaut. Der kubisch wirkende Bau hat zur West- und Südseite eine jeweils neunachsige Fassade. Die Ecke ist durch einen jeweils zweiachsigen Eckrisaliten betont. Oberhalb des Erdgeschosses besteht ein profiliertes Gesims, dass als Abgrenzung zu den oberen Geschossen wirkt. Die Fensteröffnungen des ersten Obergeschosses sind mit Dreiecksgiebeln überspannt.
Im Denkmalverzeichnis des Landes Sachsen-Anhalt ist das Wohnhaus unter der Erfassungsnummer 094 76664 als Baudenkmal verzeichnet.
Der Bau gilt im Zusammenhang mit der umgebenden gründerzeitlichen Bebauung als städtebaulich bedeutend und durch seine Ecklage in besonderer Weise als prägend für das Straßenbild.